# Église Saint-Lubin de Voves
L'église Saint-Lubin de Voves est une église catholique, située au centre de l'ancienne commune de Voves aujourd'hui intégrée à la commune nouvelle des Villages Vovéens dans le département français d'Eure-et-Loir, en région Centre-Val de Loire.

## Historique
L'église, dédiée à saint Lubin, évêque de Chartres au VIe siècle, est édifiée au XIIe siècle pour la nef, la tour et le clocher. Le chœur et le collatéral datent du XVe siècle.
La cloche en fonte est de 1629 et classée en tant qu'objet monument historique« Cloche de clocher », notice no PM28000799, sur la plateforme ouverte du patrimoine, base Palissy, ministère français de la Culture.
Le maître-autel (fin XVIIIe siècle-début XIXe siècle, le retable sculpté par Mathurin Bourgine (1661), le tabernacle de Jobin d'Orléans (1771), les deux gradins et le lambris de revêtement sont également classés objets monuments historiques.
Sur la façade ouest, le vitrail de l’oculus du bas-côté est signé Ch. Lorin Chartres 1921. La rosace à 8 lobes et 3 lancettes située au-dessus du portail en arc brisé est signée Jean Vil. inv. Ch. Lorin et Cie, non datée, probablement entre 1930 et 1940.

L'église Saint-Lubin
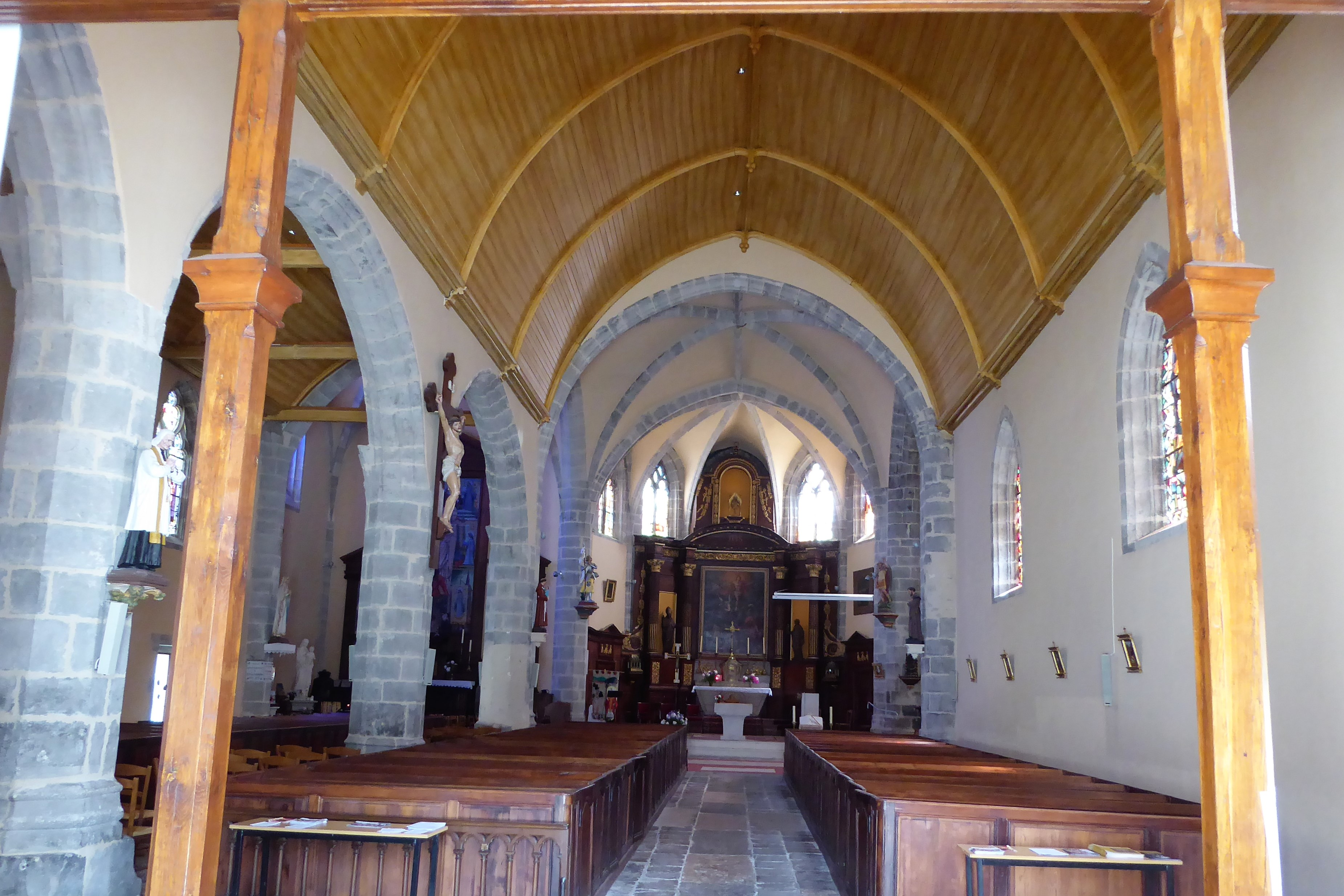
Nef et chœur.
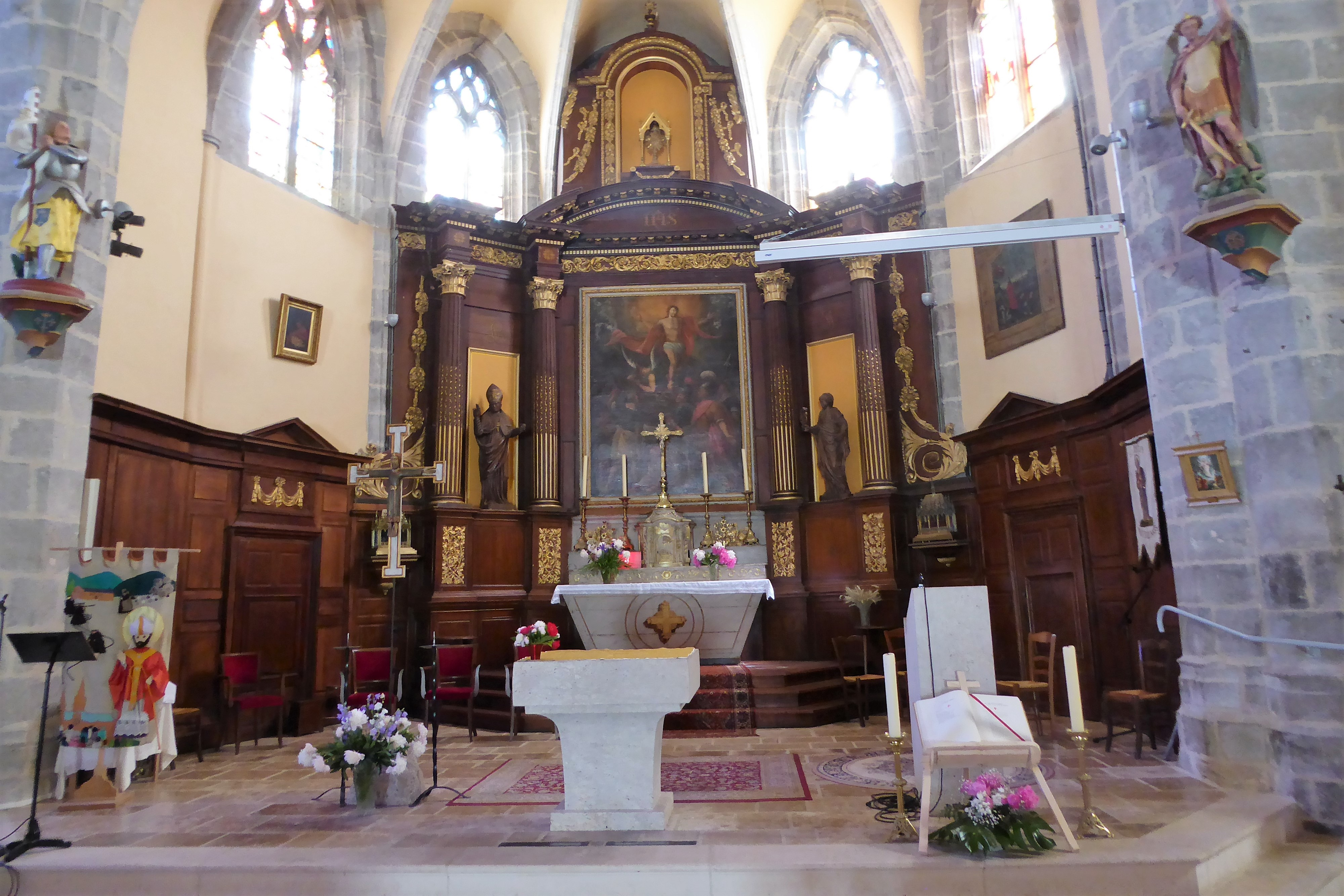
Chœur et maître-autel.
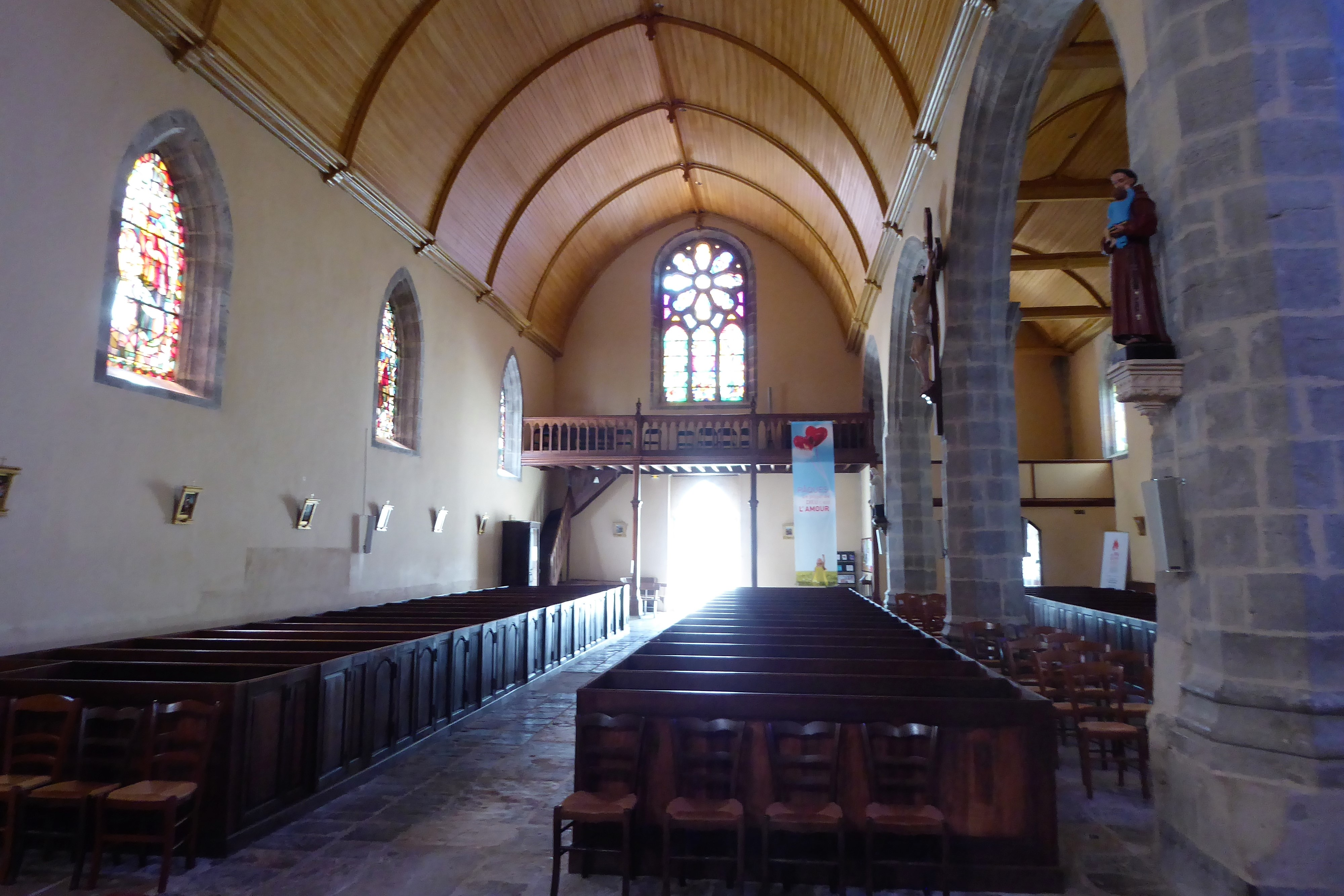
Nef et bas-côté.
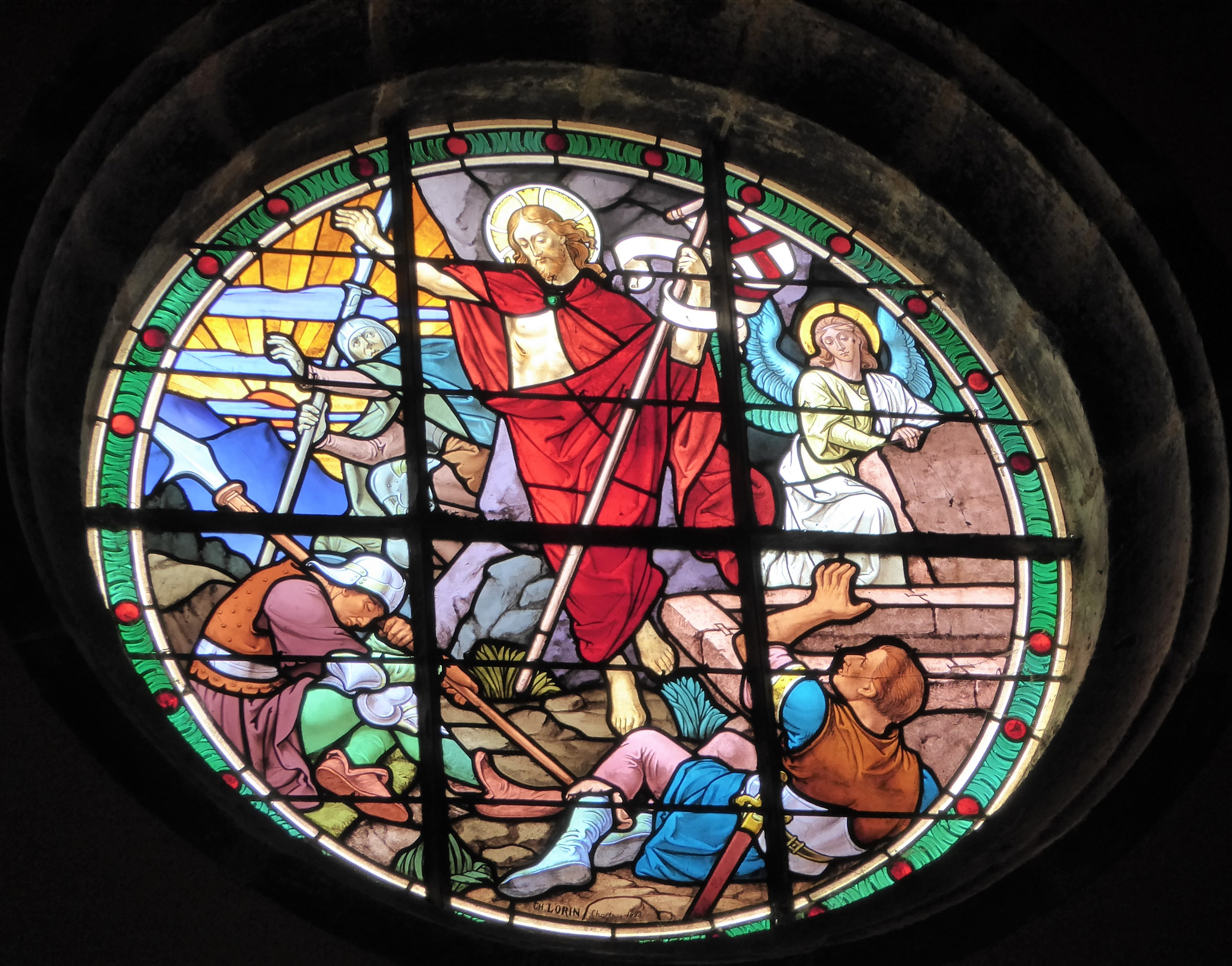
Oculus signé Charles Lorin, 1921.
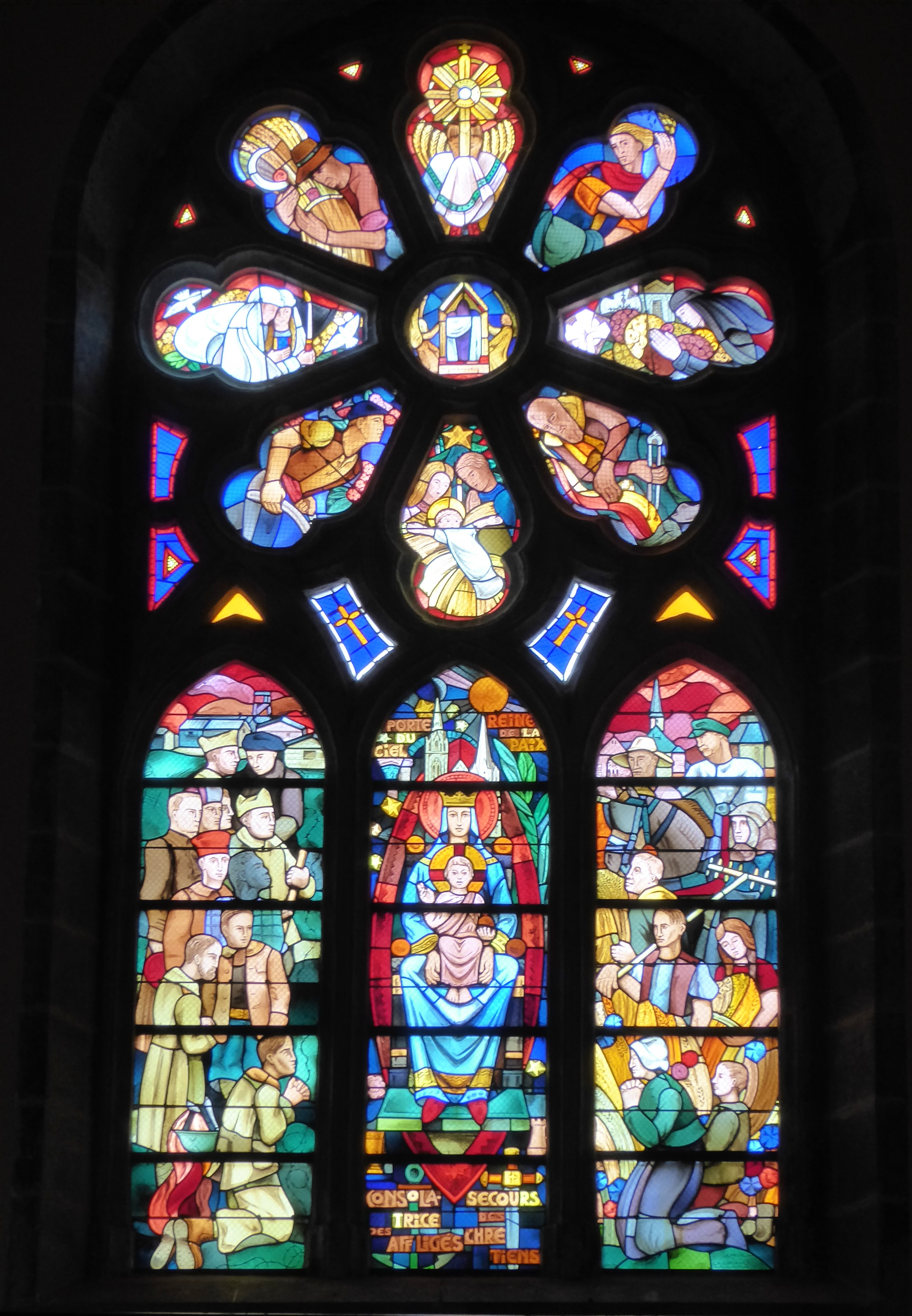
Rosace signée Jean Villette, Ch Lorin et Cie.

## Doyenné et paroisse
L'église Saint-Lubin de Voves dépend de la paroisse de Saint-Martin-en-Beauce, incluse dans le doyenné de Beauce.